# Килунгсборн
Килунгсборн (њем. Kühlungsborn) град је у њемачкој савезној држави Мекленбург-Западна Померанија. Једно је од 59 општинских средишта округа Бад Доберан. Према процјени из 2010. у граду је живјело 7.210 становника. Посједује регионалну шифру (AGS) 13051042.

## Географски и демографски подаци
Килунгсборн се налази у савезној држави Мекленбург-Западна Померанија у округу Бад Доберан. Град се налази на надморској висини од 10 метара. Површина општине износи 16,2 km². У самом граду је, према процјени из 2010. године, живјело 7.210 становника. Просјечна густина становништва износи 446 становника/km². Килунгсборн је приморски градић на обали Балтичког мора.